# 宝兴镇
宝兴镇，是中华人民共和国重庆市大足区下辖的一个乡镇级行政单位。

## 歷史沿革[2][3]
民國元年（1912）析三驅鎮地置寶興鄉，鄉以場名，至解放相沿。1958年建公社，1984年改稱鄉。1985年轄12村。1993年合併柳河鄉置寶興鎮。2003年並村：並大堰2-6組入金竹村，天星入轉龍村，棺石入旗團村，陽雀入瓦窯村，天廟入白雲村，堰塘入虎形村，青果入黃橋村，月斧入楊柳村，元橋入核桃村，金竹1、2、4組及大堰1組、白雲1組合建為寶興社區居委。轄9村，1居委。2010年改金竹、楊柳2村為社區。2011年轄7村3社區。
- 舊寶興鄉（12）：金竹村、天星村、轉龍村、棺石村、旗團村、白雲村、大堰村、天廟村、堰塘村、虎形村、陽雀村、瓦窯村
- 舊柳河鄉（6）：楊柳村、月斧村、黃橋村、青果村、核桃村、元橋村

## 行政区划
寶興鎮轄原寶興、柳河鄉。
宝兴镇下辖以下地区：
红桥社区、金竹社区、杨柳社区、转龙村、旗团村、白云村、瓦窑村、虎形村、黄桥村和核桃村。

### 2003年調整的區劃[5]
- 一、將原金竹村3、5、6、7、8、9、10、11組，大堰村2、3、4、5、6組合併為一個村，名為金竹村；
- 二、將原轉龍村、天星村合併為一個村，名為轉龍村；
- 三、將原旗團村、棺石村合併為一個村，名為旗團村；
- 四、將原瓦窯村、陽雀村合併為一個村，名為瓦窯村；
- 五、將原白雲村2、3、4、5、6、7、8、9、10、11組，天廟村合併為一個村，名為白雲村；
- 六、將原虎形村、堰塘村合併為一個村，名為虎形村；
- 七、將原黃橋村、青果村合併為一個村，名為黃橋村；
- 八、將原楊柳村、月斧村合併為一個村，名為楊柳村；
- 九、將原核桃村、元橋村合併為一個村，名為核桃村；
- 十、將原金竹村1、2、4組，大堰村1組，白雲村1組合併為一個居委會，名為寶興社區居委會。